# لا چوررا (کلمبیا)
لا چوررا (انگلیسی: La Chorrera, Colombia) نام یک منطقه مسکونی در کلمبیا است.